# Mimi Arnold
Mimi Arnold (Hollywood, 27 febbraio 1939) è un'ex tennista statunitense.

## Biografia
È la figlia di Ethel Burkhardt una tennista degli anni 1930 che ha raggiunto i quarti finale agli U.S. National Championships. Si è sposata nel 1967 John Harvey Wheeler scendendo in campo nel finire di carriera con il nome Mimi Arnold-Wheeler.

## Carriera
Ha ottenuto successi a livello giovanile vincendo gli Orange Bowl 1955 e il singolare ragazze a Wimbledon 1957, ancora giovanissima ha vinto il Tri-State Championships 1955 sconfiggendo Barbara Breit nonché il Pilot Pen Tennis dello stesso anno.
Nel 1958 ha raggiunto le finali al Surrey Grass Court Championships e a Monte Carlo 1958 venendo sconfitta da Althea Gibson nel primo e da Zsuzsa Körmöczy nel secondo. Nei tornei dello Slam ha ottenuto i risultati migliori a Wimbledon, nel torneo londinese ha raggiunto i quarti di finale in tutte e tre le discipline: in singolare nel 1958, nel doppio femminile nel 1966 insieme a Julie Albert e nel doppio misto in coppia con Sidney Schwartz nel 1957. Ha raggiunto inoltre una semifinale sulla terra del Roland Garros 1961 nel doppio in coppia con la britannica Elizabeth Starkie.
Ha rappresentato gli Stati Uniti in Wightman Cup nell'edizione 1958.